# Trentepohlia carbonipes
Trentepohlia carbonipes är en tvåvingeart som beskrevs av Alexander 1934. Trentepohlia carbonipes ingår i släktet Trentepohlia och familjen småharkrankar. Inga underarter finns listade i Catalogue of Life.